# Bo Ludvigsson
Bo Tobias Karl Gustav Ludvigsson, född den 15 juli 1951 i Eda socken i Värmland, är en svensk journalist och filmkritiker.
Under 1970-talet arbetade han bland annat på Sveriges Television, Sveriges Radio och Smålands Folkblad. 1979–1989 var han anställd i Göteborgs-Posten som redigerare, featurereporter, filmkritiker och livsåskådningsreporter. 1989–2000 var han anställd i Svenska Dagbladet där han 1995–1999 var redaktionssekreterare för musik och film vid kulturredaktionen. Han har också varit verksam som litteraturkritiker. Under 2000 var han redaktör för tidskriften Författaren. 
Han har också arbetat som reporter och språkvårdare i organisations- och fackpress, bland annat i tidskrifterna Expo, Opera,  Opsis Kalopsis och OmVärlden. Hans och fotografen Robert  Blombäck reportage i den senare var först med att i svensk press skildra den repressionen av Ugandas hbtq-personer vilken senare ledde till den första lanseringen av den så kallade Kill the Gays' Bill.. Han är också verksam som översättare och har bland annat översatt norrmannen Erik Fosnes Hansens romaner Falktornet och Psalm vid resans slut (om Titanics undergång). För olika musikaliska divertissemang har han även översatt brev av Wolfgang Amadeus Mozart, sångtexter av Picander till Johann Sebastian Bachs Kaffekantaten, som ofta framförs som komisk kortopera, och medarbetat i översättningar av operalibretton, till exempel tonsättaren B. Tommy Anderssons och librettisten William Reltons The Importance of Being Earnest, 2017. 
Han har varit sekreterare, vice ordförande och ordförande i Svenska Filmkritikerförbundet och ordförande i Elisabeth Sörensons Minnesfond. Tillsammans med Svenska Journalistförbundet gav han 2001 ut Murvlar på bio – hur filmen ser på journalister och deras arbete. Han är ledamot av Svenska Filmakademin. Bo Ludvigsson tog 2011 initiativet till skapandet av Newcomers, som numera är RFSL:s rikstäckande nätverk för hbtq-flyktingar. Sedan 2001 är han verksam som frilansjournalist och översättare samt från och med 2014 som redaktör vid Vadstena-Akademien. Sedan 2021 driver han parallellt med arbetet som redaktör boklådan 23 kvm - den lilla bok- & pappershandeln på Storgatan i Vadstena .